# Dylan Bruno
Dylan A. Bruno (* 6. September 1972 in Milford, Connecticut) ist ein US-amerikanischer Schauspieler.

## Leben
Während seiner High-School-Zeit war Bruno ein in der nationalen Rangliste vertretener Ringer und nahm auch an mehreren Olympischen Spielen der Jugend teil. Er studierte am Massachusetts Institute of Technology (MIT). In dieser Zeit war er Linebacker in der Football-Mannschaft des MIT und außerdem Mitglied des Wrestling-, Rugby- und Lacrosse-Teams. 1994 machte er seinen Abschluss mit einem Diplom in Umwelttechnik. Er hat einen älteren Bruder, den Schauspieler Chris Bruno (* 1966), sein Vater ist der Schauspieler Scott Bruno.
Bruno war 1989 ein Teilnehmer der Show American Gladiators. Am Anfang seiner Karriere war er Model für Calvin Klein. Des Weiteren war er in einem Werbespot für Taco Bell wie auch für Sunny Delight zu sehen. Einem größeren Publikum wurde er durch die Rolle des Ermittlers Colby Granger in der Fernsehserie Numbers – Die Logik des Verbrechens bekannt.
Mit einer traditionellen Eskimo-Zeremonie heiratete Bruno am 24. Juni 2006 seine schwedische Freundin Emmeli Hultquist in Schweden. Etwa ein Jahr später wurde ihr Sohn geboren.

## Filmografie (Auswahl)

### Als Schauspieler
Filme
- 1996: The Colony
- 1998: The Sound of War (When Trumpets Fade)
- 1998: Der Soldat James Ryan (Saving Private Ryan)
- 1999: Carrie 2 – Die Rache (The Rage: Carrie 2)
- 2000: Wo dein Herz schlägt (Where the Heart Is)
- 2000: The Simian Line
- 2001: The One
- 2001: Going Greek
- 2002: The Anarchist Cookbook
- 2002: The Fastest Man in the World
- 2002: The Pennsylvania Miners’ Story
- 2003: The Break
- 2003: Grand Theft Parsons
- 2004: Fresh Cut Grass
- 2007: Quid Pro Quo
- 2007: Last of the Romantics
- 2011: Fixing Pete
- 2014: 96 Hours – Taken 3 (Taken 3)
- 2015: A Remarkable Life

Fernsehserien
- 1996: High Incident
- 1997: Ein Wink des Himmels (Promised Land, Folge 1x19)
- 1997: Nash Bridges (Folge 3x06)
- 2001: Ein Hauch von Himmel (Touched by an Angel, Folge 8x07)
- 2003: CSI: Miami (Folge 2x06)
- 2004: North Shore (Folgen 1x06 & 1x08)
- 2004: Karen Sisco (Folge 1x10)
- 2005: Sex, Love and Secrets (6 Folgen)
- 2005–2010: Numbers – Die Logik des Verbrechens (NUMB3RS, 93 Folgen)
- 2006: Dead Zone (Folge 5x02)
- 2010: The Mentalist (Folge 3x15)
- 2010: Navy CIS (NCIS, Folgen 7x23–7x24)
- 2010: Bones – Die Knochenjägerin (Bones, Folge 6x01)
- 2011–2012: Grey’s Anatomy (Folgen 8x09–8x10)
- 2012: BlackBoxTV (Folge 3x09)
- 2014: Navy CIS: L.A. (Folge 5x14)
- 2014: Major Crimes (Folge 3x09)
- 2014: Marvel’s Agents of S.H.I.E.L.D. (Folge 1x15)
- 2015: Narcos (Folge 1x04)
- 2016: Rizzoli & Isles (Folge 6x17)
- 2017: Hawaii Five-0 (Folge 7x22)
- 2019: Carrier (3 Folgen)
- 2020: Thumb Runner (10 Folgen)
- 2023: Magnum P.I. (Folge 5x09)

### Weitere Tätigkeiten
- 2001: Going Greek (Co-Produzent)
- 2004: Fresh Cut Grass (Produzent)
- 2018: Do Not Go Gentle (Regisseur, Fernsehserie, 1 Folge)
- 2020: Thumb Runner (Regisseur, Fernsehserie, 1 Folge)
- 2022: Casting (Produzent und Regisseur, Kurzfilm)

## Auszeichnungen
- 2006: Emmy: Nominierung in der Kategorie „Beste Stunt Koordination“ (Episode Harvest Episode)